# 賈夫納區
賈夫納區是斯里蘭卡北部省的一個區。面積1,114平方公里。2001年估計人口490,621人。首府賈夫納。